# Wamsutter
Wamsutter é uma cidade  localizada no estado norte-americano de Wyoming, no Condado de Sweetwater.

## Demografia
Segundo o censo norte-americano de 2000, a sua população era de 261 habitantes.
Em 2006, foi estimada uma população de 267, um aumento de 6 (2.3%).

## Geografia
De acordo com o United States Census Bureau tem uma área de
3,4 km², dos quais 3,4 km² cobertos por terra e 0,0 km² cobertos por água. Wamsutter localiza-se a aproximadamente 2064 m acima do nível do mar.

## Localidades na vizinhança
O diagrama seguinte representa as localidades num raio de 100 km ao redor de Wamsutter.